# Celonites phlomis
Celonites phlomis är en stekelart som beskrevs av Gusenleitner 1973. Celonites phlomis ingår i släktet Celonites och familjen Masaridae. Inga underarter finns listade.